# Panonská pánev

Vymezení Panonské pánve (III.)

Panonská pánev, standardizovaným jménem Panonská nížina (maďarsky Kárpát-medence („Karpatská kotlina“), polsky Kotlina Panońska, slovensky Panónska panva, německy Pannonische Tiefebene, ukrajinsky Тисо-Дунайська низовина, Tyso-Dunajs'ka nyzovyna, rumunsky Câmpia de Vest, srbsky Панонска низија, Panonska nizija, chorvatsky Panonska nizina, slovinsky Panonska nižina) je rozlehlá pánev ve střední Evropě mezi Alpami, Karpaty a Dinaridy. Z hlediska geomorfologické hierarchie jde o subsystém Alpsko-himálajského systému. Název dostala po bývalé římské provincii Pannonia.

## Poloha
Panonská pánev zasahuje na území Česka, Slovenska, Rakouska, Maďarska, Ukrajiny, Rumunska, Srbska, Bosny a Hercegoviny, Chorvatska a Slovinska. Na západě sousedí s Alpami, na severu a východě s Karpaty a na jihu s Dinaridy. 
Hranicí mezi Alpami a Karpaty je tok Dunaje nad Vídní: levobřežní Weinviertler Hügelland patří k Západním Karpatům, pravobřežní Tullnská pánev (německy Tullnerfeld) a Vídeňský les (Wienerwald) patří k Alpám; Panonská pánev sem zasahuje svou částí Vídeňské pánve. 
Na jihovýchodě se Panonská pánev protahuje kotlinou řeky Velké Moravy až k soutoku Západní a Jižní Moravy, tedy k hranici Karpat s Dinaridy. Na západě zasahují okrajové pahorkatiny kolem horního toku Sávy do Slovinska k hranici mezi Dinaridy a Alpami.
Většinu rozlohy Panonské pánve tvoří nížiny o nadmořské výšce kolem nebo pod 100 m. Z nížin a pahorkatin však místy vystupují osamělé ostrovní hory či vrchoviny. Vesměs jde o vyzdvižené kry starých hornin. Pásmo těchto vrchovin dělí Panonskou pánev na menší západní a větší východní část.
Panonskou pánev odvodňuje Dunaj a jeho přítoky, zejména Tisa a Sáva.

## Geomorfologické členění
Následuje neúplný přehled částí Panonské pánve:
- Západopanonská pánev (Západopanónska panva)
  - Vídeňská pánev (Viedenská kotlina, Wiener Becken)
    - Jihomoravská pánev (Juhomoravská panva)
      - Dolnomoravský úval

    - Záhorská nížina
      - Borská nížina
      - Chvojnická pahorkatina

    - Marchfeld (Moravské pole)
    - Leitha-Gebirge (Litavské vrchy)

  - Malá dunajská kotlina (Kisalföld)
    - Podunajská nížina
      - Podunajská rovina (Győri medence, Neusiedler Becken) (Rábská pánev)
      - Győr-Esztergomi teraszos síkság (Rábsko-ostřihomská terasovitá rovina)
      - Podunajská pahorkatina
      - Marcal-medence
      - Kemeneshát
      - Sopron-Vasi hordalékkúp-síkság (Steirisches Hügelland) (Šopronsko-Vašská pahorkatina, Štýrská pahorkatina)
- Zadunajské středohoří (Dunántúli Középhegység)
  - Visegrádi-vulkánhegység
  - Pilis-hegység
  - Budai-hegység (Budínské hory)
  - Gerecsei-hegység
  - Zsámbéki-medence
  - Velencei-hegység
  - Vértes-hegység
  - Bakony-Vértesalji dombság (Pahorkatina podhůří Bakony-Vértes)
  - Pannonhalmi dombság
  - Bakony (Bakoňský les) a Északi Bakony (Severní Bakoňský les)
- Panonské ostrovní hornatiny (Panonske ostrvske planine)
  - Fruška gora (Franský les)
  - Sremska lesna zaravan (Sremská sprašová plošina)
  - Papuk
  - Dilj
  - Psunj
  - Požeška kotlina
  - Motajnica
- Zadunajské pahorkatiny (Dunántúli dombságok)
  - Mecsek és Tolnai-Baranyai dombság (Mecsek a Tolno-baraňská pahorkatina)
    - Mecsek-hegység
    - Villányi-hegység

  - Somogyi-dombság
  - Balaton medencéje (Balatonská kotlina)
  - Marcali-hát (Hřbet Marcali)
- Východopanonská pánev (Východopanónska panva)
  - Velká dunajská kotlina (Veľká dunajská kotlina, Alföld, Câmpia Tisei)
    - Východoslovenská rovina (Tiszamenti síkság, Закарпатська низовина, Câmpia Someșului)
    - Východoslovenská pahorkatina
    - Dunamenti síkság (Dunavska nizija) ((Velká) Podunajská nížina)
    - Mezőföld
    - Duna-Tisza közi hátság (Bačka lesna zaravan) (Dunajsko-tiské meziříčí, Báčská sprašová plošina)
    - Észak-Alföldi síkság (Severotiská nížina)
    - Nyírség
    - Hajdúság (Hajducko)
    - Nagykunság-Hortobágyi-rónaság (Velkokumánsko-hortobáďská rovina) a Hortobágyi puszta
    - Berettyó-Körösökmenti síkság (Câmpia Crișurilor) (Berettyó-Krišská nížina)
    - Maros hordalékkúp-síkság (Câmpia Mureșului) (Murešská zvlněná nížina, Murešská nížina)
    - Câmpia Timișului (Tamiška nizija) (Timišská nížina)
      - Kudrički vrh

    - Banatska lesna zaravan (Banátská sprašová plošina)
      - Velika Peščara

    - Velikomoravska udolina (Velkomoravský úval)
    - Savska nizija (Posavina) (Sávská nížina)
    - Dravska nizija (Podravina, Drávamenti síkság) (Drávská nížina)
    - Belső-somogyi homokos hordalékkúp (Pahorkatina vnitřní Šomodi)